# (36724) 2000 RS43
2000 RS43 (asteroide 36724) é um asteroide da cintura principal. Possui uma excentricidade de 0.14414350 e uma inclinação de 13.95689º.
Este asteroide foi descoberto no dia 3 de setembro de 2000 por LINEAR em Socorro.